# Irene Cara/Diskografie
Diese Diskografie ist eine Übersicht über die musikalischen Werke der US-amerikanischen Sängerin und Schauspielerin Irene Cara. Den Quellenangaben und Schallplattenauszeichnungen zufolge hat sie bisher mehr als 5,2 Millionen Tonträger verkauft. Ihre erfolgreichste Veröffentlichung ist die Single Flashdance … What a Feeling mit über 3,9 Millionen verkauften Einheiten.

## Diskografie

### Studioalben
| Jahr | Titel Musiklabel                                                | Höchstplatzierung, Gesamtwochen, AuszeichnungChartplatzierungen (Jahr, Titel, Musiklabel, Platzierungen, Wochen, Auszeichnungen, Anmerkungen) | Höchstplatzierung, Gesamtwochen, AuszeichnungChartplatzierungen (Jahr, Titel, Musiklabel, Platzierungen, Wochen, Auszeichnungen, Anmerkungen) | Höchstplatzierung, Gesamtwochen, AuszeichnungChartplatzierungen (Jahr, Titel, Musiklabel, Platzierungen, Wochen, Auszeichnungen, Anmerkungen) | Höchstplatzierung, Gesamtwochen, AuszeichnungChartplatzierungen (Jahr, Titel, Musiklabel, Platzierungen, Wochen, Auszeichnungen, Anmerkungen) | Höchstplatzierung, Gesamtwochen, AuszeichnungChartplatzierungen (Jahr, Titel, Musiklabel, Platzierungen, Wochen, Auszeichnungen, Anmerkungen) | Anmerkungen                            |
| Jahr | Titel Musiklabel                                                | DE | AT | CH | UK | US | Anmerkungen                            |
| ---- | --------------------------------------------------------------- | --- | --- | --- | --- | --- | -------------------------------------- |
| 1967 | Esta es Irene Gema Records (Gema)                               | — | — | — | — | — | Erstveröffentlichung: 1967             |
| 1982 | Anyone Can See Network Records (CBS)                            | — | — | — | — | US76 (17 Wo.)US | Erstveröffentlichung: Januar 1982      |
| 1983 | What a Feelin’ Epic Records (CBS)                               | DE29 (8 Wo.)DE | — | CH8 (10 Wo.)CH | — | US77 (37 Wo.)US | Erstveröffentlichung: 2. November 1983 |
| 1987 | Carasmatic Elektra Records (WMG)                                | — | — | — | — | — | Erstveröffentlichung: 10. Juni 1987    |
| 2011 | Irene Cara Presents Hot Caramel Caramel Productions Music (CPM) | — | — | — | — | — | Erstveröffentlichung: 4. April 2011    |

grau schraffiert: keine Chartdaten aus diesem Jahr verfügbar

## Singles

### Als Leadmusikerin
| Jahr | Titel Album                                                      | Höchstplatzierung, Gesamtwochen/‑monate, AuszeichnungChartplatzierungen (Jahr, Titel, Album, Platzierungen, Wochen/Monate, Auszeichnungen, Anmerkungen) | Höchstplatzierung, Gesamtwochen/‑monate, AuszeichnungChartplatzierungen (Jahr, Titel, Album, Platzierungen, Wochen/Monate, Auszeichnungen, Anmerkungen) | Höchstplatzierung, Gesamtwochen/‑monate, AuszeichnungChartplatzierungen (Jahr, Titel, Album, Platzierungen, Wochen/Monate, Auszeichnungen, Anmerkungen) | Höchstplatzierung, Gesamtwochen/‑monate, AuszeichnungChartplatzierungen (Jahr, Titel, Album, Platzierungen, Wochen/Monate, Auszeichnungen, Anmerkungen) | Höchstplatzierung, Gesamtwochen/‑monate, AuszeichnungChartplatzierungen (Jahr, Titel, Album, Platzierungen, Wochen/Monate, Auszeichnungen, Anmerkungen) | Anmerkungen                                           |
| Jahr | Titel Album                                                      | DE | AT | CH | UK | US | Anmerkungen                                           |
| ---- | ---------------------------------------------------------------- | --- | --- | --- | --- | --- | ----------------------------------------------------- |
| 1979 | Makin’ Love with Me –                                            | — | — | — | — | — | Erstveröffentlichung: 1979                            |
| 1980 | Fame auch bekannt als: Fama Fame (O.S.T.)                        | — | — | — | UK1 Gold · (16 Wo.)UK | US4 (26 Wo.)US | Erstveröffentlichung: Mai 1980 Verkäufe: + 1.255.445  |
| 1980 | Out Here on My Own Fame (O.S.T.)                                 | — | — | — | UK58 (3 Wo.)UK | US19 (23 Wo.)US | Erstveröffentlichung: August 1980                     |
| 1981 | Anyone Can See                                                   | — | — | — | — | US42 (18 Wo.)US | Erstveröffentlichung: November 1981                   |
| 1982 | Reach Out I’ll Be There Anyone Can See                           | — | — | — | — | — | Erstveröffentlichung: 1982                            |
| 1982 | My Baby (He’s Something Else) Anyone Can See                     | — | — | — | — | — | Erstveröffentlichung: April 1982                      |
| 1983 | Flashdance … What a Feeling What a Feelin’                       | DE3 Gold · (31 Wo.)DE | AT4 (6 Mt.)AT | CH1 (26 Wo.)CH | UK2 Gold · (14 Wo.)UK | US1 Gold · (25 Wo.)US | Erstveröffentlichung: März 1983 Verkäufe: + 3.965.000 |
| 1983 | Why Me? What a Feelin’                                           | DE17 (15 Wo.)DE | — | CH4 (12 Wo.)CH | UK86 (3 Wo.)UK | US13 (15 Wo.)US | Erstveröffentlichung: Oktober 1983                    |
| 1983 | The Dream (Hold on to Your Dream) What a Feelin’                 | — | — | — | — | US37 (14 Wo.)US | Erstveröffentlichung: November 1983                   |
| 1983 | Keep On What a Feelin’                                           | — | — | — | — | — | Erstveröffentlichung: 1983                            |
| 1984 | Breakdance What a Feelin’                                        | DE53 (4 Wo.)DE | — | CH20 (4 Wo.)CH | UK88 (3 Wo.)UK | US8 (19 Wo.)US | Erstveröffentlichung: März 1984                       |
| 1984 | You Were Made for Me What a Feelin’                              | — | — | — | — | US78 (5 Wo.)US | Erstveröffentlichung: Mai 1984                        |
| 1987 | Girlfriends Carasmatic                                           | — | — | — | — | — | Erstveröffentlichung: Februar 1987                    |
| 1988 | I Can Fly –                                                      | — | — | — | — | — | Erstveröffentlichung: 1988                            |
| 1989 | Love Survives Charlie – Alle Hunde kommen in den Himmel (O.S.T.) | — | — | — | — | — | Erstveröffentlichung: 1989 mit Freddie Jackson        |
| 1995 | Rhythm of My Life –                                              | — | — | — | — | — | Erstveröffentlichung: 1995                            |
| 1996 | You Need Me (Ti sento) –                                         | — | — | — | — | — | Erstveröffentlichung: 1996                            |
| 1996 | All My Heart –                                                   | — | — | — | — | — | Erstveröffentlichung: 29. Juli 1996                   |
| 2006 | Forever My Love –                                                | — | — | — | — | — | Erstveröffentlichung: 2006                            |
| 2008 | How Can I Make U Luv Me –                                        | — | — | — | — | — | Erstveröffentlichung: 2008                            |

### Als Gastmusikerin
| Jahr | Titel Album                        | Höchstplatzierung, Gesamtwochen, AuszeichnungChartplatzierungen (Jahr, Titel, Album, Platzierungen, Wochen, Auszeichnungen, Anmerkungen) | Höchstplatzierung, Gesamtwochen, AuszeichnungChartplatzierungen (Jahr, Titel, Album, Platzierungen, Wochen, Auszeichnungen, Anmerkungen) | Höchstplatzierung, Gesamtwochen, AuszeichnungChartplatzierungen (Jahr, Titel, Album, Platzierungen, Wochen, Auszeichnungen, Anmerkungen) | Höchstplatzierung, Gesamtwochen, AuszeichnungChartplatzierungen (Jahr, Titel, Album, Platzierungen, Wochen, Auszeichnungen, Anmerkungen) | Höchstplatzierung, Gesamtwochen, AuszeichnungChartplatzierungen (Jahr, Titel, Album, Platzierungen, Wochen, Auszeichnungen, Anmerkungen) | Anmerkungen                                                         |
| Jahr | Titel Album                        | DE | AT | CH | UK | US | Anmerkungen                                                         |
| ---- | ---------------------------------- | --- | --- | --- | --- | --- | ------------------------------------------------------------------- |
| 2001 | What a Feeling Planet Colors       | DE3 (13 Wo.)DE | AT11 (13 Wo.)AT | CH2 (21 Wo.)CH | — | — | Erstveröffentlichung: 22. Januar 2001 DJ Bobo feat. Irene Cara      |
| 2001 | Flashdance 2001 (What a Feeling) – | — | — | — | — | — | Erstveröffentlichung: 2001 E-Motion feat. Irene Cara                |
| 2005 | Flashdance … What a Feeling –      | — | — | — | — | — | Erstveröffentlichung: 28. März 2005 Groove Lickers vs. Irene Cara   |
| 2020 | Flashdance (What a Feeling) –      | — | — | — | — | — | Erstveröffentlichung: 25. September 2020 Ginny Vee feat. Irene Cara |

## Musikvideos
| Jahr | Titel                             | Regie           |
| ---- | --------------------------------- | --------------- |
| 1980 | Fame                              |                 |
| 1981 | Anyone Can See                    |                 |
| 1982 | Reach Out I’ll Be There           |                 |
| 1982 | My Baby (He’s Something Else)     |                 |
| 1983 | Why Me?                           | Doug Dowdle     |
| 1983 | The Dream (Hold on to Your Dream) | Doug Dowdle     |
| 1984 | Breakdance                        |                 |
| 1987 | Girlfriends                       |                 |
| 1987 | I Can Fly                         |                 |
| 1990 | No One but You                    |                 |
| 2001 | What a Feeling                    | Stephan Vollmer |
| 2006 | Downtown                          | Travis Payne    |

## Autorenbeteiligungen
Irene Cara als Autorin in den Charts

| Jahr | Titel Interpretation                       | Höchstplatzierung, Gesamtwochen, AuszeichnungChartplatzierungen (Jahr, Titel, Interpretation, Platzierungen, Wochen, Auszeichnungen, Anmerkungen) | Höchstplatzierung, Gesamtwochen, AuszeichnungChartplatzierungen (Jahr, Titel, Interpretation, Platzierungen, Wochen, Auszeichnungen, Anmerkungen) | Höchstplatzierung, Gesamtwochen, AuszeichnungChartplatzierungen (Jahr, Titel, Interpretation, Platzierungen, Wochen, Auszeichnungen, Anmerkungen) | Höchstplatzierung, Gesamtwochen, AuszeichnungChartplatzierungen (Jahr, Titel, Interpretation, Platzierungen, Wochen, Auszeichnungen, Anmerkungen) | Höchstplatzierung, Gesamtwochen, AuszeichnungChartplatzierungen (Jahr, Titel, Interpretation, Platzierungen, Wochen, Auszeichnungen, Anmerkungen) | Anmerkungen                             |
| Jahr | Titel Interpretation                       | DE | AT | CH | UK | US | Anmerkungen                             |
| ---- | ------------------------------------------ | --- | --- | --- | --- | --- | --------------------------------------- |
| 2001 | What a Feeling (Flashdance) Global Deejays | DE16 (9 Wo.)DE | AT14 (14 Wo.)AT | CH45 (14 Wo.)CH | — | — | Erstveröffentlichung: 18. April 2005    |
| 2010 | The Sky’s the Limit Jason Derulo           | — | — | — | UK68 (6 Wo.)UK | — | Erstveröffentlichung: 15. November 2010 |

## Promoveröffentlichungen
| Jahr | Titel Album                        | Anmerkungen                |
| ---- | ---------------------------------- | -------------------------- |
| 1982 | Thunder in My Heart Anyone Can See | Erstveröffentlichung: 1982 |

## Sonderveröffentlichungen

### Alben
| Jahr | Titel Musiklabel                    | Anmerkungen                                            |
| ---- | ----------------------------------- | ------------------------------------------------------ |
| 2002 | Flashdance Puzzle Productions (WMG) | Erstveröffentlichung: 2002 Teil der „Prix-Calin“-Reihe |

### Lieder
| Jahr | Titel Album                           | Anmerkungen |
| ---- | ------------------------------------- | --- |
| 1980 | Don’t Get Funny with My Money Detente | Erstveröffentlichung: 1980 Hintergrundgesang bei The Brecker Brothers                                                     |
| 1980 | You Ga (Ta Give It) Detente           | Erstveröffentlichung: 1980 Hintergrundgesang bei The Brecker Brothers                                                     |
| 1980 | You Left Something Behind Detente     | Erstveröffentlichung: 1980 Hintergrundgesang bei The Brecker Brothers                                                     |
| 1980 | Turn the Music Up Beats Workin’       | Erstveröffentlichung: 1980 Hintergrundgesang bei Jimmy Maelen                                                             |
| 1982 | You Can’t Take My Love Home Again     | Erstveröffentlichung: 1982 Stanley Turrentine feat. Irene Cara                                                            |
| 1986 | Good Friend George Duke ’86           | Erstveröffentlichung: 1986 George Duke feat. Irene Cara, Joyce Kennedy, Kenny Loggins, Jeffrey Osborne & Deniece Williams |
| 2001 | What a Feeling Planet Colors          | Erstveröffentlichung: 1. Februar 2001 DJ Bobo feat. Irene Cara                                                            |

| Jahr | Titel Soundtrack                                              | Anmerkungen                                                                               |
| ---- | ------------------------------------------------------------- | ----------------------------------------------------------------------------------------- |
| 1980 | Fame Fame – Der Weg zum Ruhm                                  | Erstveröffentlichung: 1980                                                                |
| 1980 | Hot Lunch Jam Fame – Der Weg zum Ruhm                         | Erstveröffentlichung: 1980                                                                |
| 1980 | I Sing The Body Electric Fame – Der Weg zum Ruhm              | Erstveröffentlichung: 1980 mit Eric Brockington, Laura Dean, Paul McCrane & Traci Parnell |
| 1980 | Out Here On My Own Fame – Der Weg zum Ruhm                    | Erstveröffentlichung: 1980                                                                |
| 1983 | The Dream (Hold On to Your Dream) Die Chaotenclique           | Erstveröffentlichung: 1983                                                                |
| 1983 | Flashdance … What a Feeling Flashdance                        | Erstveröffentlichung: 15. April 1983                                                      |
| 1984 | Embraceable You City Heat – Der Bulle und der Schnüffler      | Erstveröffentlichung: 1984                                                                |
| 1984 | Get Happy City Heat – Der Bulle und der Schnüffler            | Erstveröffentlichung: 1984                                                                |
| 1985 | Fame That’s Dancing!                                          | Erstveröffentlichung: 1985                                                                |
| 1985 | Theme from Certain Fury – Scarlet & Tracy’s Song Certain Fury | Erstveröffentlichung: 1985                                                                |
| 1989 | Love Survives Charlie – Alle Hunde kommen in den Himmel       | Erstveröffentlichung: 1989 mit Freddie Jackson                                            |
| 1991 | No One But You China Cry: A True Story                        | Erstveröffentlichung: 1991 Joel Hirschhorn & Al Kasha feat. Irene Cara                    |

## Statistik

### Chartauswertung
|                     | DE    | AT    | CH    | UK    | US    |
| ------------------- | ----- | ----- | ----- | ----- | ----- |
| Nummer-eins-Alben   | DE—DE | AT—AT | CH—CH | UK—UK | US—US |
| Top-10-Alben        | DE—DE | AT—AT | CH1CH | UK—UK | US—US |
| Alben in den Charts | DE1DE | AT—AT | CH1CH | UK—UK | US2US |

|                       | DE    | AT    | CH    | UK    | US    |
| --------------------- | ----- | ----- | ----- | ----- | ----- |
| Nummer-eins-Singles   | DE—DE | AT—AT | CH1CH | UK1UK | US1US |
| Top-10-Singles        | DE2DE | AT1AT | CH3CH | UK2UK | US3US |
| Singles in den Charts | DE5DE | AT2AT | CH4CH | UK5UK | US8US |

### Auszeichnungen für Musikverkäufe
| Goldene Schallplatte - Kanada - 1982: für die Single Fame - Neuseeland - 1982: für die Single Fame - Niederlande - 1983: für die Single Fame | Platin-Schallplatte - Dänemark - 2024: für die Single Flashdance … What a Feeling - Frankreich - 1983: für die Single Flashdance … What a Feeling - Italien - 2024: für die Single Flashdance … What a Feeling - Neuseeland - 2023: für die Single Flashdance … What a Feeling - Spanien - 2024: für die Single Flashdance … What a Feeling 2× Platin-Schallplatte - Kanada - 1984: für die Single Flashdance … What a Feeling |

Anmerkung: Auszeichnungen in Ländern aus den Charttabellen bzw. Chartboxen sind in ebendiesen zu finden.
| Land/RegionAuszeichnungen für Musikverkäufe (Land/Region, Auszeichnungen, Verkäufe, Quellen) | Gold     | Platin     | Verkäufe  | Quellen             |
| -------------------------------------------------------------------------------------------- | -------- | ---------- | --------- | ------------------- |
| Dänemark (IFPI)                                                                              | —        | Platin1    | 90.000    | ifpi.dk             |
| Deutschland (BVMI)                                                                           | Gold1    | —          | 250.000   | musikindustrie.de   |
| Frankreich (SNEP)                                                                            | —        | Platin1    | 1.000.000 | infodisc.fr         |
| Italien (FIMI)                                                                               | —        | Platin1    | 300.000   | fimi.it             |
| Japan (RIAJ)                                                                                 | —        | —          | 700.000   | Einzelnachweise     |
| Kanada (MC)                                                                                  | Gold1    | 2× Platin2 | 250.000   | musiccanada.com     |
| Neuseeland (RMNZ)                                                                            | Gold1    | Platin1    | 40.000    | radioscope.co.nz    |
| Niederlande (NVPI)                                                                           | Gold1    | —          | 100.000   | nvpi.nl             |
| Spanien (Promusicae)                                                                         | —        | Platin1    | 60.000    | elportaldemusica.es |
| Vereinigte Staaten (RIAA)                                                                    | Gold1    | —          | 1.000.000 | riaa.com            |
| Vereinigtes Königreich (BPI)                                                                 | 2× Gold2 | —          | 1.495.445 | bpi.co.uk           |
| Insgesamt                                                                                    | 7× Gold7 | 7× Platin7 |           |                     |